# Коломбо, Марсело Даниэль
Марсело Даниэль Коломбо (исп. Marcelo Daniel Colombo; род. 27 марта 1961, Буэнос-Айрес) — аргентинский прелат Римской католической церкви, архиепископ Мендосы (с 2018).

## Биография
Родился 27 марта 1961 года в Буэнос-Айресе, Аргентина.
Начальное образование получил в местной школе Сан-Франциско-де-Салес, а в 1989 году окончил Университет Буэнос-Айреса с дипломом юриста. В дальнейшем он также изучал философию на богословском факультете Католического университета Аргентины и теологию в Центре философских и теологических исследований в Кильмесе. 16 декабря 1988 года епископ Кильмеса Хорхе Новак рукоположил его в священники. В 1994 году он дополнительно получил степень лиценциата канонического права в Папском Григорианском университете, а в 1995 году — степень доктора канонического права в Папском университете Святого Фомы Аквинского.
8 мая 2009 года Папа Бенедикт XVI назначил его епископом Орана, а 8 августа того же года он был рукоположен в епископы Луисом Теодорико Штёклером, епископом Кильмеса.
9 июля 2013 года Папа Франциск назначил его епископом Ла-Риохи, где уже 7 сентября он отслужил свою первую мессу. 22 мая 2018 года Папа назначил его архиепископом Мендосы.